# 최윤정 (1971년)
최윤정(1971년 ~ )은 대한민국의 텔레비전 드라마 작가이다. 2006년 MBC 베스트극장 극본 공모전에서 MBC 베스트극장 - 네가 형부가 될 수 없는 오만가지 이유가 가작으로 당선되며 데뷔하였다.

## 집필 작품
- MBC 베스트극장 《네가 형부가 될 수 없는 오만가지 이유》 (2006년 7월 15일)
- MBC 베스트극장 《미스김의 부메랑》 (2006년 10월 21일)
- MBC 시즌드라마 《라이프 특별조사팀》[2] (2008년 4월 13일 ~ 2008년 6월 29일)
- MBC 수목 미니시리즈 《스포트라이트》[3] (2008년 5월 14일 ~ 2008년 7월 3일)
- MBC 특집드라마 《런닝, 구》(4부작) (2010년 6월 10일 ~ 2010년 6월 17일)
- SBS 월화 드라마 《내게 거짓말을 해봐》[4](2011년 5월 9일 ~ 2011년 6월 28일)
- E채널 토요드라마 《여제》 (2011년 10월 1일 ~ 12월 24일)
- tvN 금토드라마 《응급남녀》 (2014년 1월 24일 ~ 2014년 4월 5일)
- MBC 수목 미니시리즈 《미스터 백》 (2014년 11월 5일 ~ 2014년 12월 25일)
- SBS 주말특별기획 드라마 《끝에서 두번째 사랑》 (2016년  7월 30일 ~ 2016년 10월 16일)

## 수상
- 2006년 MBC 베스트극장 극본 공모전 가작 당선 - 네가 형부가 될 수 없는 오만가지 이유
- 2012년 케이블TV 방송대상 드라마/시트콤부문 PP작품상 - 여제
- 2015년 제 3회 드라마피버 어워즈 - 최우수 작품상 - 응급남녀